# 華盛頓鎮區 (堪薩斯州多尼芬縣)
華盛頓鎮區（英語：Washington Township）為美國堪薩斯州多尼芬縣轄下的鎮區。2010年美国人口普查中該鎮區人口有3,079人。

## 歷史
華盛頓鎮區於1855年設立。

## 地理
華盛頓鎮區涵蓋總面積為88.65平方（34.23平方英里）。

### 行政區劃
- 城市：埃爾伍德、沃西納

### 墓園
根據美國地質調查局的資料，此鎮區擁有2座墓園：
- 貝爾蒙特墓園（Belmont Cemetery）
- 坦博爾墓園（Tambor Cemetery）

### 溪流
通過此鎮區的溪流有：
- 鄧肯溪（Duncan Creek）
- 彼得斯溪（Peters Creek）

## 人口統計
根據2010年美國人口普查，華盛頓鎮區人口有3,079人，住房1,344戶，人口密度為34.73人/每平方公里。此鎮區居民之種族中，白人佔92.72%，非裔美國人佔3.64%，美洲原住民佔0.49%，亞裔美國人佔0.23%，太平洋島裔美國人佔0%，其他種族佔0.42%，混血種族則佔2.5%。而西班牙裔或拉丁裔美國人佔此鎮區人口的2.34%。

## 外部連結
- City-Data.com （页面存档备份，存于）